# Anne-Marie de Brem
Anne-Marie Marcetteau de Brem, dite Anne-Marie de Brem, née de Baritault du Carpia, à Paris, le 25 novembre 1932, est conservatrice générale honoraire du patrimoine et historienne de l'art de 1974 à 1998.

## Biographie
Anne-Marie de Baritault du Carpia est la fille de Jacques de Baritault du Carpia et de Françoise de Buchère de L'Épinois. Elle épouse le 14 mai 1958 Henri Marcetteau de Brem, fils cadet d'Henry Gabriel François Régis Marcetteau de Brem (1892-1953) et d'Odile Cartier-Bresson (1894-1994).

## Carrière professionnelle
De 1974 à 1982, elle est chercheuse, puis conservatrice du patrimoine à l'Inventaire général des monuments et richesses artistiques de la France.
De 1982 à 1987 elle est chef du Bureau des Musées de la Ville de Paris.
Elle dirige de 1987 à 1998 le Musée de la vie romantique 
Elle y organise une quinzaine d'expositions accompagnées de catalogues, portant notamment sur Le Larmoyeur d'Ary Scheffer, l'atelier d'Ary Scheffer
et Louis Hersent, peintre d'histoire et portraitiste
En 1998, elle reçoit le prix Joseph-Saillet par l’Académie des sciences morales et politiques pour le tome II de la Correspondance d'Ernest Renan.